# أبوسوم رمادي رباعي العيون
أبوسوم رمادي رباعي العيون (الاسم العلمي:Philander opossum)، هو نوع من الأبوسوم يتواجد في بيرو وبوليفيا وجنوب غرب البرازيل.